# Andreas Schaerer

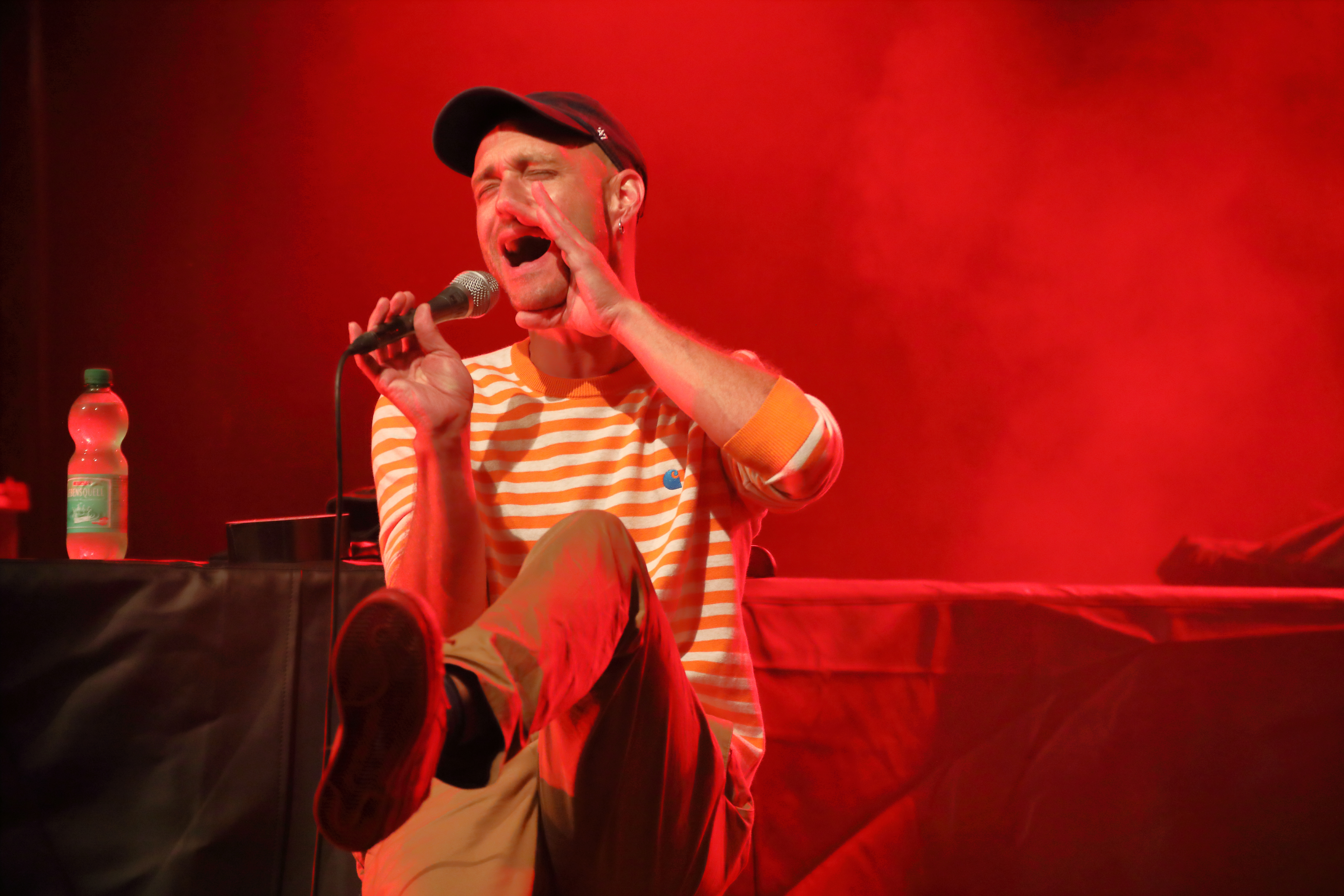
Andreas Schaerer auf dem INNtöne Jazzfestival 2020

Andreas Schaerer (* 17. Dezember 1976 in Visp) ist ein Schweizer Jazzsänger.

## Leben und Wirken
Schaerer studierte nach Kinder- und Jugendjahren im Emmental und Wallis bis zum Primar- und Reallehrerpatent 1997 im Lehrerseminar Hofwil. Erste Bühnenerfahrungen sammelte er als Gitarrist der Punkband Hektor lebt. Nach zwei ausgedehnten Reisen nach Lateinamerika studierte er zwischen 2000 und 2006 an der Hochschule der Künste Bern Gesang bei Sandy Patton und Denise Bregnard, Improvisation bei Andy Scherrer, sowie Komposition bei Klaus König, Christian Henking und Frank Sikora.
Er gründete eigene Projekte, wie das Sextett Hildegard lernt fliegen, mit dem er mehrfach in Europa, aber auch in Russland (Cinema Hildegard, 2010) und in China auf Tournee war; für diese Formation schreibt er „skurrile Programme zwischen Kunstlied und aberwitzig-vertrackten Spielereien.“ Daneben ist er in Improvisations-Duos mit Bänz Oester und mit Lucas Niggli aktiv und betreibt ein Trio mit Martin Eberle (Trompete, Flügelhorn) und Peter Rom (Gitarre) sowie mit Christoph Steiner und Claude Meier Das Beet. Daneben wirkt er als Studiomusiker und Komponist in diversen Stilrichtungen von freier Musik über Hip-Hop bis hin zur Vertonung von Computerspielen und Animationsfilmen.
2009 und 2010 arbeitete er auf Einladung von Bobby McFerrin im Rahmen der improvisierten Oper Bobble mit diesem in Basel und Moskau zusammen. Auch trat er unter anderem mit Soweto Kinch, Christy Dorans New Bag, The Ploctones, Kaspar Ewald's Exorbitantes Kabinett, Jan Galega Brönnimann, Colin Vallon, Elina Duni oder Joe Haider auf.
Schaerer unterrichtet als Dozent an der Hochschule der Künste in Bern Jazzgesang, Improvisation und Ensemblespiel. Weiter gründete er 2007 gemeinsam mit Marc Stucki und Benedikt Reising die Berner Jazzwerkstatt.

## Preise und Auszeichnungen
2008 gewann er mit seinem Sextett Hildegard lernt fliegen den ZKB-Jazzpreis. Seit 2010 ist er mit dieser Band im Programm der prioritären Jazzförderung der Pro Helvetia. Das Album At the Age of Six I Wanted to Be a Cook des Trios Rom/Schaerer/Eberle wurde 2014 im NDR als CD der Woche herausgestellt. Das mit Lucas Niggli eingespielte Album Arcanum kam 2014 auf die Bestenliste des Preises der deutschen Schallplattenkritik.

## Diskographische Hinweise
- Andreas Schaerers Hildegard lernt fliegen (Unit Records, mit Roman Bieri, Katrin Lo Cher, Matthias Wenger, Patrick Schnyder, Marco Müller, Christoph Steiner, 2007)
- Andreas Schaerers Hildegard lernt fliegen: Vom fernen Kern der Sache (Unit Records 2009, mit Andreas Tschopp, Vera Kappeler, Matthias Wenger, Patrick Schnyder,  Marco Müller, Christoph Steiner)
- Andreas Schaerer & Bänz Oester: Schibboleth (Unit Records, 2010)
- Rom, Schaerer & Eberle: At the Age of Six I Wanted to Be a Cook (Unit Records, 2013)
- Andreas Schaerer, Arte Quartett & Wolfgang Zwiauer: Perpetual Delirium (BMC Records 2015)[5]
- Andreas Schaerer, Hildegard lent fliegen & Orchestra of the Lucerne Festival Academy: The Big Wig (ACT 2017)
- Andreas Schaerer, Emile Parisien, Michael Wollny & Vincent Peirani: Out of Land (ACT 2017)
- The Waves Are Rising, Dear! (ACT, 2020, mit Andreas Tschopp, Matthias Wenger, Benedikt Reising, Vincent Peirani, Jessana Nemitz)
- Andreas Schaerer, Kalle Kalima: Evolution (Act 2023, sowie Tim Lefebvre)[6]
- Anthem for No Man’s Land (ACT 2025, mit Luciano Biondini, Kalle Kalima, Lucas Niggli)[7]